# Székessy Vilmos
Székessy Vilmos (Schlosshof, 1907. február 22. – Budapest, Józsefváros, 1970. augusztus 24.) zoológus-fizikus, múzeumigazgató, biológiai tudományok kandidátusa (1952), doktora (1959).

## Élete
Székessy Ferenc és Jud Anna fiaként született az alsó-ausztriai Schlosshofban, ahol apja katonatisztként szolgált. Ijfúkorát és egyetemi éveit Ausztriában töltötte. A bécsújhelyi Állami Gimnáziumban érettségizett. Felsőfokú tanulmányait a Bécsi Egyetem Bölcsészettudományi Karán végezte, ahol 1933 márciusában zoológia-fizika szaktárgyakból szerezte meg doktori oklevelét. Az egyetemen Jan Versulys holland zoológus vezetése mellett összehasonlító anatómiai problémákkal foglalkozott, és ezzel párhuzamosan Karl Holdhaus osztrák zoológus irányításával a Bécsi Természettudományi Múzeumban állatföldrajzi és rendszertani tanulmányokat végzett. Fiatalkorában tanulmány- és gyűjtőutakon járt a Keleti-Alpokban (1932–1933), illetve 1933 tavaszán a Földközi-tenger partján és Görögországban. 1933 és 1945 között a Magyar Nemzeti Múzeum segédőre, 1945 és 1960 között az Állattár vezetője, majd 1960-tól nyugalomba vonulásáig (1970) a Természettudományi Múzeum főigazgatója volt. Múzeumi munkája mellett tevékenyeken részt vett az egyetemi oktatásban. 1935-től kezdve több éven át a budapesti Pázmány Péter Tudományegyetemen proszemináriumokat vezetett. 1941-ben a rovarok természetrajza című tárgykörből egyetemi magántanárrá habilitálták. 1945 elején átmenetileg megbízták az egyetem Általános Állattani Intézetének vezetésével.
Kezdetben bogárrendszertannal és állatföldrajzi kutatásokkal foglalkozott, miközben fő kutatási területét a Silphidae és a Staphylinidae bogárcsaládok képezték. Az 1940-es évek végétől érdeklődése a legyezőszárnyúak (Strepsiptera) felé fordult. Elsőként tárta fel a Tihanyi-félsziget bogárfaunáját, melynek eredményeiről két közleményben számolt be (1936 és 1943). 1948 és 1950 között részt vett Kaszab Zoltánnal a bátorligeti láp tanulmányozásában és kutatásában, valamint az eredmények publikálásában (1953). 1944 és 1948 között szerkesztette a Magyar Természettudományi Múzeum évkönyvét és 1954 és 1957 között az Állattani Közleményeket. Tagja volt az Acta Zoologica Hungarica szerkesztőbizottságának. Az ő szerkesztésében jelent meg 1953-ban a Magyar Tudományos Akadémia által kiadott Bátorliget élővilága című könyv, valamint 1955-től 1965-ig a Magyarország Állatvilága című sorozat is. 1934 és 1969 között összesen 92 munkát közölt magyar és német nyelven.
A Magyar Tudományos Akadémia Zoológiai Bizottságának titkára, a Magyar Rovartani Társaság választmányi tagja (1938–1946), alelnöke (1946–1953) és elnöke (1953–1958), a Magyar Biológiai Társaság Állattani Szakosztályának elnöke, majd intézőbizottsági tagja.
Felesége Székessyné Hermann Vilma (1910–1992) biokémikus, egyetemi tanár volt, akivel 1936. január 18-án Budapesten, a Józsefvárosban kötött házasságot.
A budapesti Farkasréti temetőben nyugszik.

## Főbb művei
- (1936) „Adatok a Tihanyi-félsziget xerotherm bogárfaunájának ismeretéhez”. Állattani Közlemények 33, 149–156. o.
- (1943) „Die Koleopteren-Fauna der Halbinsel Tihany”. A Magyar Biológiai Kutatóintézet Munkái 15, 358–399. o.
- (1951) A rovarok gyűjtése és preparálása. – In: Dudich Endre (szerk.): A rovargyűjtés technikája. Közoktatásügyi Kiadóvállalat, Budapest, pp. 19–83., 1951
- Székessy, Vilmos. Bátorliget élővilága. Budapest: Akadémiai Kiadó (1953)
- (1958) Homokfutrinkák – Cicindelidae. – In: Fauna Hungariae (Magyarország Állatvilága), 6, 2. Akadémiai Kiadó, Budapest, 25 pp.
- (1959) Die Strepsipteren-Sammlung des Ungarischen Naturwissenschaftlichen Museums in Budapest. – Annales historico-naturales Musei nationalis hungarici 51: 301–337.
- (1961) Holyvaalkatúak I. – Staphylinoidea I. – In: Fauna Hungariae (Magyarország Állatvilága), 7, 1. Akadémiai Kiadó, Budapest, 41 pp.
- (1963) Holyvák I. – Staphylinidae I. – In: Fauna Hungariae (Magyarország Állatvilága), 7, 5. Akadémiai Kiadó, Budapest, 117 pp.

## Díjai, elismerései
- A szocialista kultúráért (1953)[7]
- Szocialista Munkáért érdemérem (1955)[8]
- Munka Érdemrend arany fokozata (1967, 1970)